# Powiat tarnowski (Galicja)

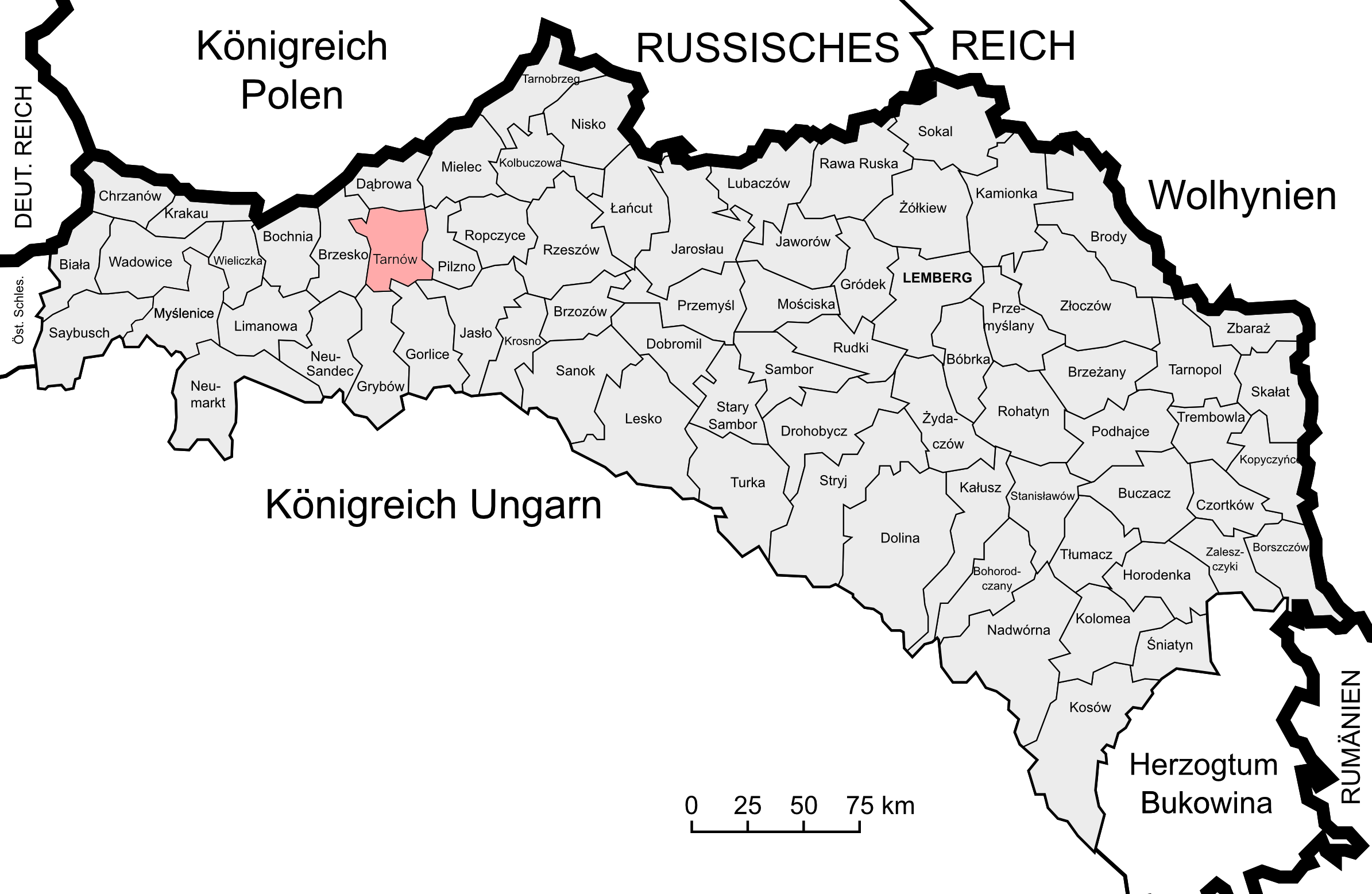
Położenie powiatu tarnowskiego na mapie Królestwa Galicji i Lodomerii

Powiat tarnowski – dawny powiat kraju koronnego Królestwo Galicji i Lodomerii, istniejący w latach 1867–1918.
Siedzibą c.k. starostwa był Tarnów. Powierzchnia powiatu w 1879 roku wynosiła 7,9931 mil kw. (459,92 km²), a ludność 70 950 osób. Powiat liczył 116 osad, zorganizowanych w 104 gminy katastralne.
Na terenie powiatu działały 2 sądy powiatowe – w Tarnowie i Tuchowie.

## Starostowie powiatu
- Antoni Kalitowski (1871)
- Mieczysław Szczepański (1879)
- Ludwik Poniński (1882)
- dr Dunajewski[1]
- Karol Marossanyi[2]
- Antoni Rainer (podczas I wojny światowej)[3]

## Komisarze rządowi
- Norbert Lorsch (1870[4], 1871)
- Dionizy Korczyński (1871)
- Wiktor Śliwiński (1879)
- Władysław Halecki (1879–1882)
- Emil Schutt (1882)
- Gwido Battaglia (1895)[5]